# Antony C. Sutton
Antony C. Sutton, född 14 februari 1925 i London, död 17 juni 2002, var en brittisk-amerikansk ekonom, författare och historiker. Efter studier i London, Göttingen och Kalifornien tog han ut sin examen vid University of Southhampton och fick en professorstjänst vid California State University, Los Angeles samt en forskningstjänst (research fellow) vid Hoover institution, Stanford University. Han innehade professorstjänsten 1968-1973.
Ett område han tidigt intresserade sig särskilt för var Rysslands industriella, ekonomiska och militära utveckling, vilket han skrev flera böcker om under 1960-talet och tidigt 1970-tal. Han fokuserade också på Wall Street och dess, i hans tycke, djupa korruption, samt kopplingen mellan Wall Street och världskrigen. Detta la han ut texten om i "Wall Street and the Rise of Hitler" och "Wall Street and FDR", vilka båda publicerades 1976. "Wall Street and the Bolshevik Revolution" är en annan bok i samma genre, med fokus på kopplingen mellan Wall Street och den ryska revolutionen. Ytterligare ett område som han intresserat sig för är energifrågorna, vilka han också analyserat i flera böcker.